# Graça Machel

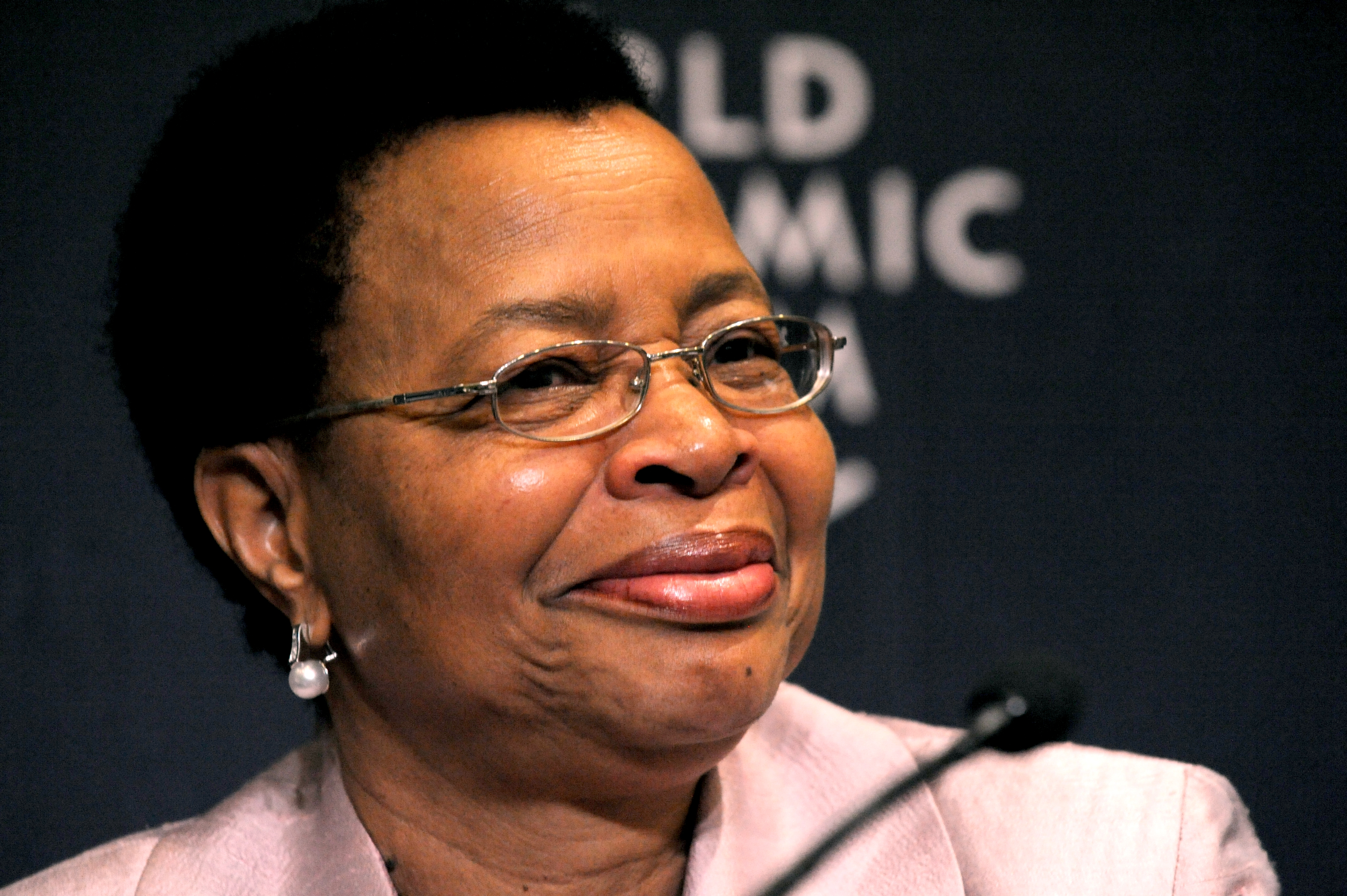
Graça Machel in 2010

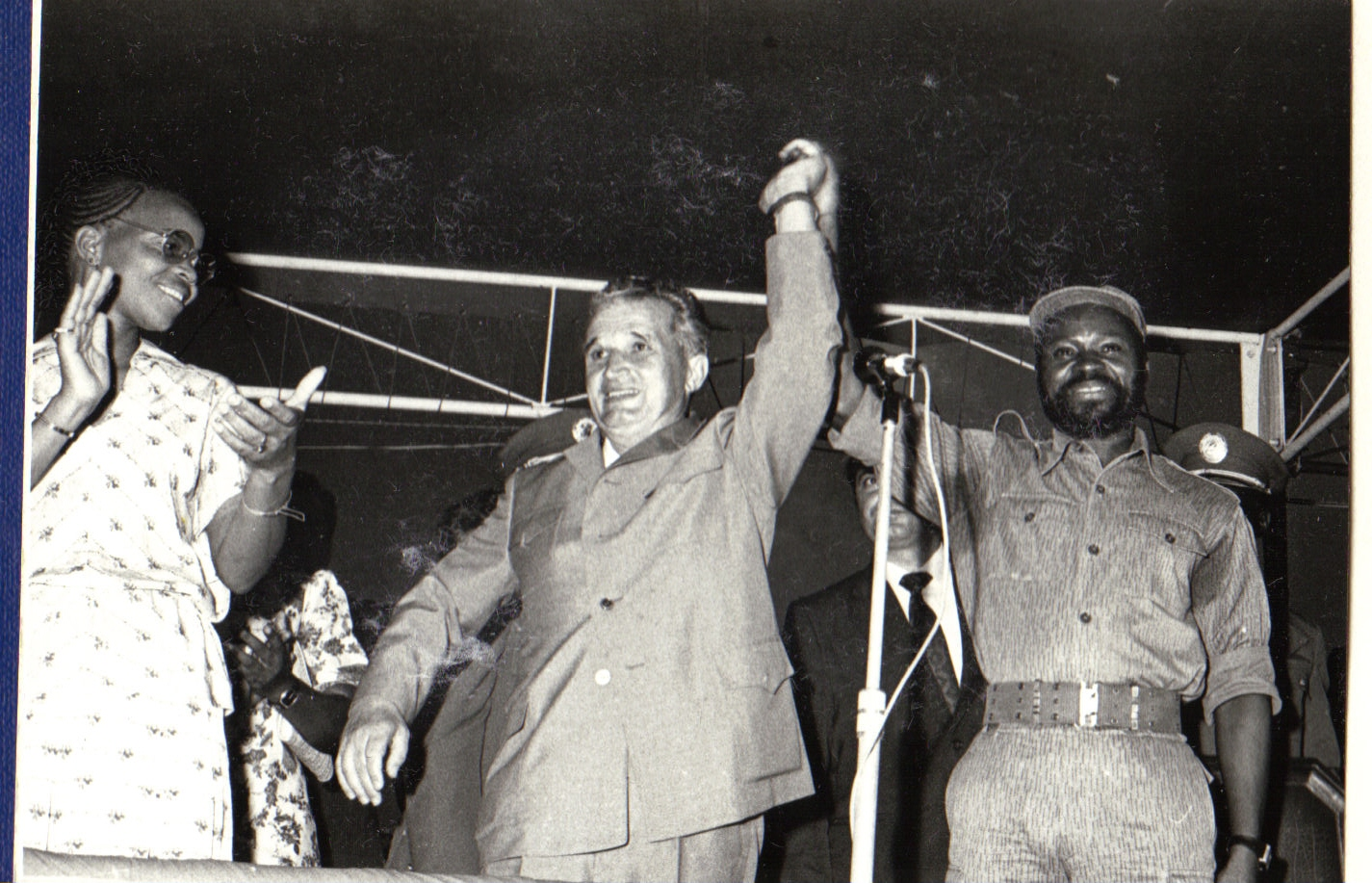
Graça Machel (links), applaudisserend voor de Roemeense president Nicolae Ceaușescu tijdens zijn bezoek aan Mozambique in 1979

Graça Machel-Mandela, geboren als Graça Simbine, DBE, (Incadine, Gaza, 17 oktober 1945) is een Mozambikaans politica en een voorvechtster voor de rechten van kinderen.

## Biografie
Graça werd geboren in een landelijk plaatsje in het zuiden van Mozambique. In haar jeugd bezocht ze een missieschool van Methodisten. Met behulp van een studiebeurs studeerde ze Letterkunde aan de universiteit van Lissabon in Portugal. Bij terugkomst in Mozambique in 1973, werd ze lid van FRELIMO en werd ze onderwijzeres. Bij het ingaan van de Mozambikaanse onafhankelijkheid in 1975 (van Portugal) werd ze benoemd tot minister van Onderwijs en Cultuur. In datzelfde jaar trouwde ze ook met Samora Machel, die toen president van Mozambique werd. Op 19 oktober 1986 stierf hij in een vliegtuigongeluk boven Zuid-Afrika op weg naar Malawi.
Na haar actieve politieke loopbaan werd ze door Secretaris-generaal van de Verenigde Naties Boutros Boutros-Ghali benoemd tot voorzitter van een VN-Commissie die tot doel had een rapport over het effect van oorlog op kinderen te beschrijven.
Ze was de derde en laatste echtgenote van voormalig Zuid-Afrikaans president Nelson Mandela. Ze is de enige vrouw ter wereld die twee keer presidentsvrouw is geweest in twee verschillende landen.
Op 8 februari 2021 ontving Graça Machel een eredoctoraat van de Universiteit Leiden vanwege haar inspanningen voor de rechten van kinderen en vrouwen in Afrika en daarbuiten.

## Voetnoten
1. ↑  (en) UNICEF Report - Impact of Armed Conflict on Children door Graça Machel
2. ↑  Eredoctoraat voor kinderrechtenactiviste Graça Machel. Gearchiveerd op 28 april 2023.